# Sonderschule Gloggnitz

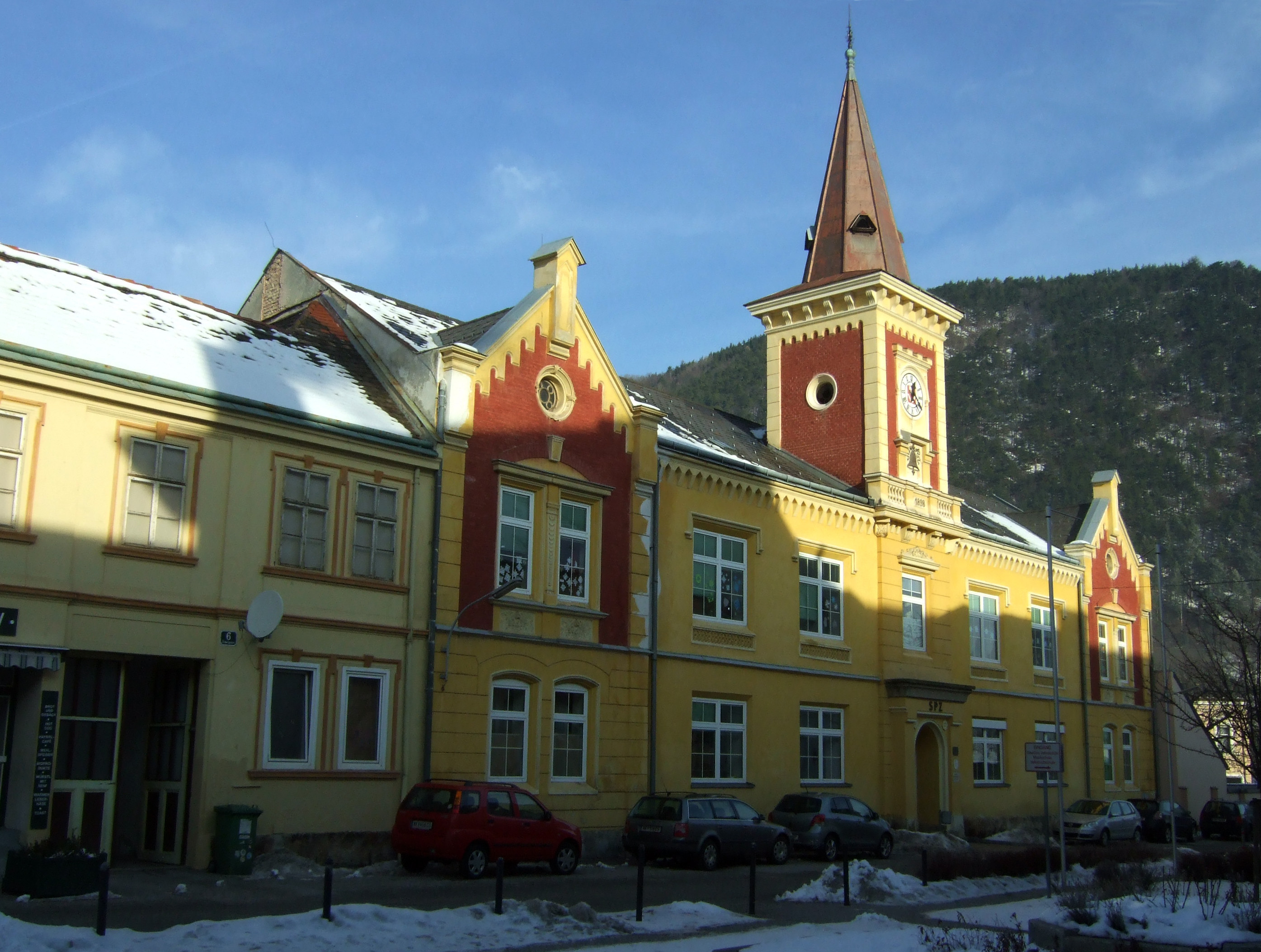
Sonderschule in Gloggnitz

Das Sonderschule Gloggnitz steht in der Schulgasse in der Stadtgemeinde Gloggnitz im Bezirk Neunkirchen in Niederösterreich. Das Schulgebäude der Sonderschule steht unter Denkmalschutz.

## Geschichte
Das Schulgebäude für eine Volksschule wurde 1852 erbaut. Das Gebäude wurde von 1898 bis 1967 als Rathaus genutzt und dabei umgebaut und mittig mit einem Turmaufsatz erweitert. Seit 1967 wird das Gebäude als Sonderschule genutzt. Weiters ist im Gebäude die Dr.-Karl-Renner-Bücherei situiert.

## Architektur
Der zweigeschoßige Ziegelbau hat Seitengiebel und mittig einen Turmaufsatz mit einer Uhr.

## Schulleitung
- Andrea Baumgartner